# Zachowice

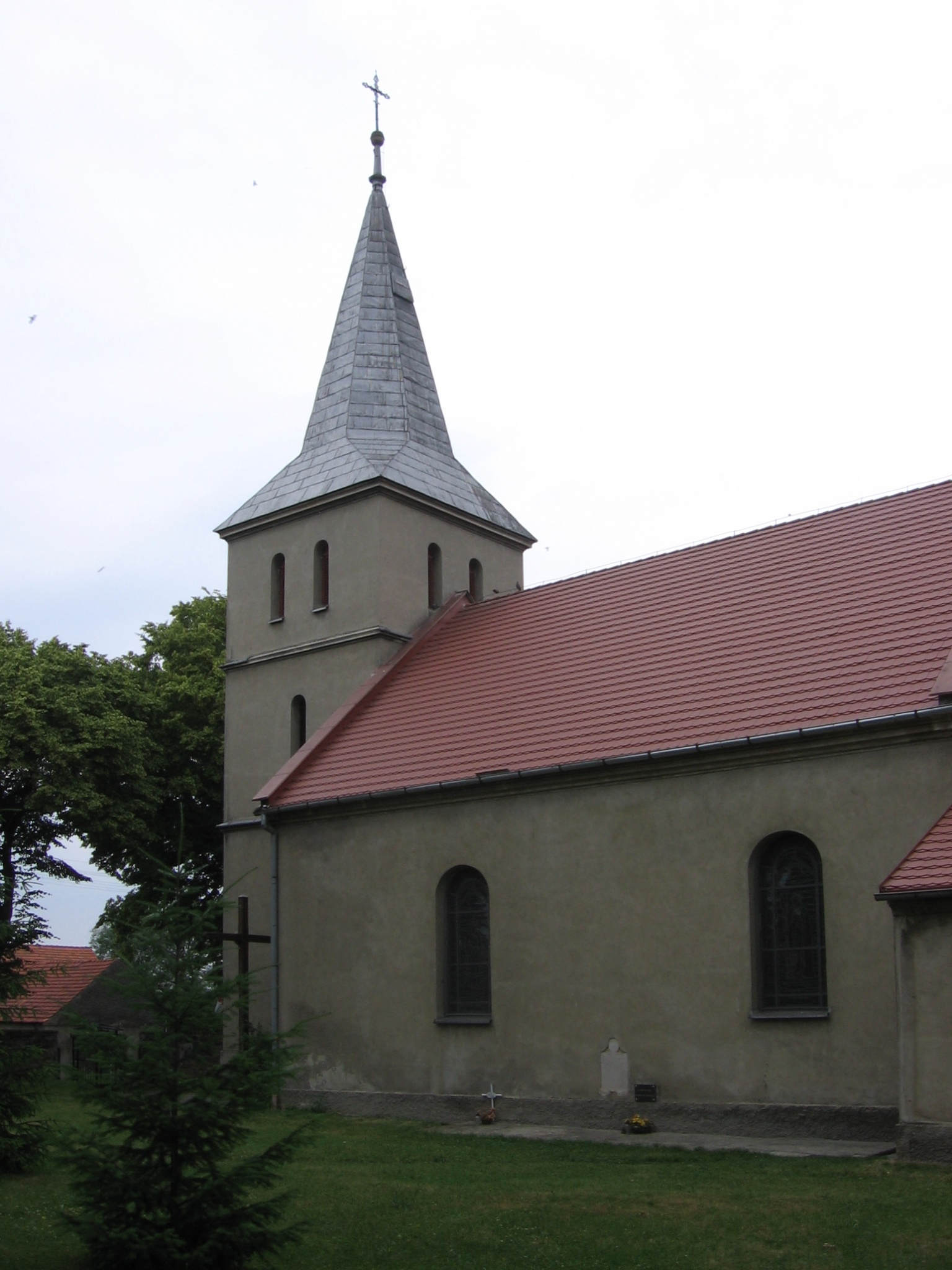
Mariä-Himmelfahrt-Kirche

Zachowice (deutsch Sachwitz; 1937–1945 Martinsgrund) ist ein Ort in der Stadt- und Landgemeinde Kąty Wrocławskie  im Powiat Wrocławski der Woiwodschaft Niederschlesien in Polen.

## Geschichte
Die Ersterwähnung erfolgte 1217 in einer Urkunde des Herzogs Heinrich I., als ein gewisser Lokator Zacharias der Breslauer Kirche sein Dorf „Zachovici“ schenkte. Möglicherweise bestand ein Zusammenhang mit der Familie Sachwitz, die gleichen Stammes mit den Sachenkirch war.
Nach dem Ersten Schlesischen Krieg fiel Sachwitz mit dem größten Teil von Schlesien 1741/1742 an Preußen und gehörte bis 1945 zum Landkreis Breslau. 1845 zählte das Dorf im Besitz einer Baronin von Zedlitz auf Kapsdorf, 82 Häuser, ein herrschaftliches Vorwerk, 776 überwiegend katholische Einwohner (326 evangelisch), eine katholische Pfarrkirche mit Wiedmuth (eingepfarrt: Kammendorf, im Kreis Schweidnitz: Kapsdorf und im Kreis Breslau: Mörschelwitz und Schiedlagwitz mit eigener Kapelle), eine katholische Schule mit einem Lehrer unter dem Kollat der Grundherrschaft (eingeschult: Kammendorf und Schiedlagwitz), evangelische Kirche zu Fürstenau, eine evangelische Schule mit einem Lehrer unter dem Kollat der Grundherrschaft; 26 Handwerker und zwölf Händler. 1937 erfolgte unter den Nationalsozialisten die Umbenennung in Martinsgrund. 
Als Folge des Zweiten Weltkriegs fiel Martinsgrund mit fast ganz Schlesien 1945 an Polen. Nachfolgend wurde es durch die polnische Administration in Zachowice umbenannt. Die einheimische deutsche Bevölkerung wurde, soweit sie nicht schon vorher geflohen waren, vertrieben. Die neu angesiedelten Bewohner stammten teilweise aus Ostpolen, das an die Sowjetunion gefallen war.

## Sehenswürdigkeiten
- Römisch-katholische Mariä-Himmelfahrt-Kirche, früher auch Pfarrkirche Beatae Mariae.